# Cabra catalana

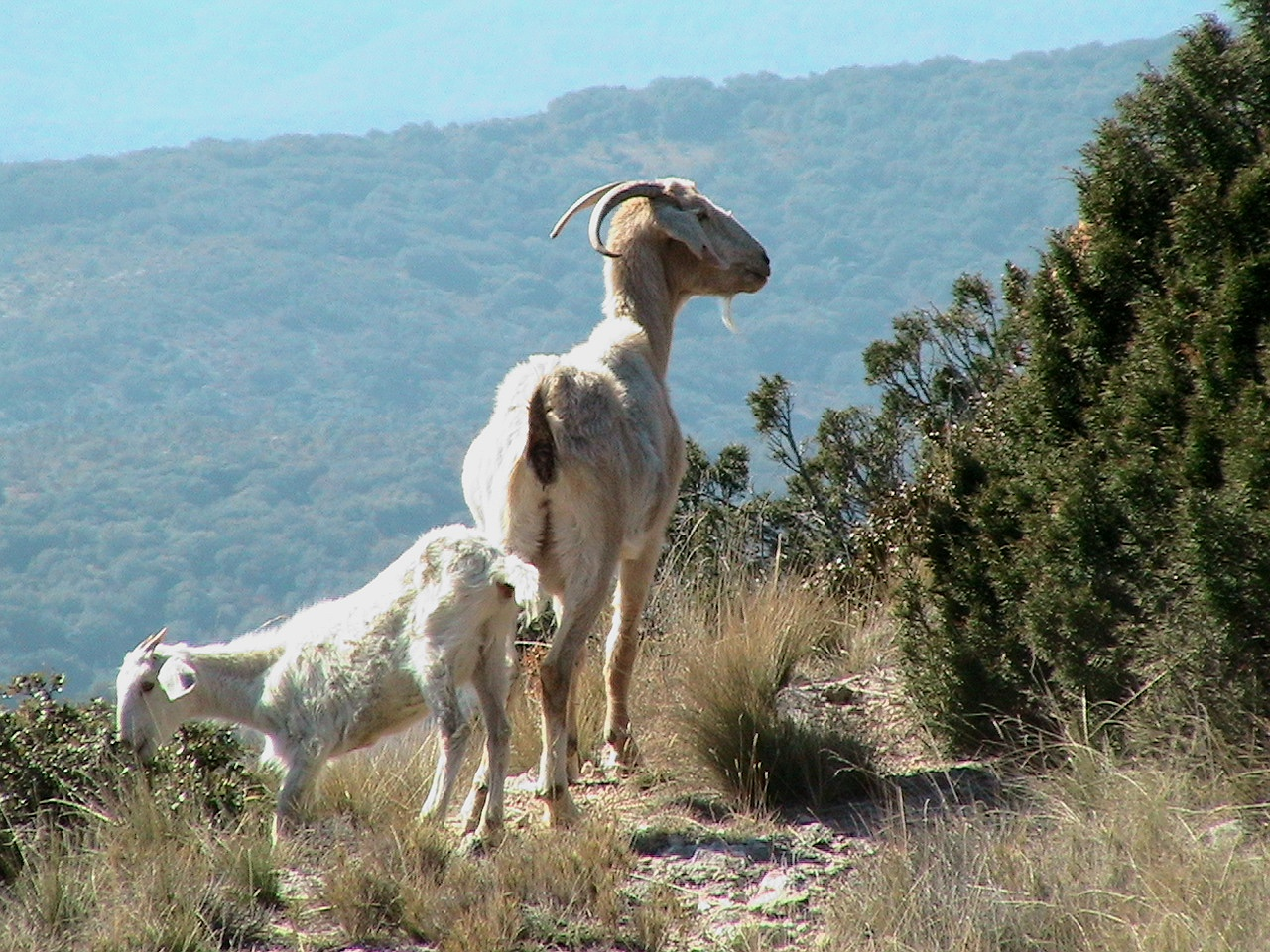
Cabres catalanes pasturant a la carena del Pas de Nerill, al Montsec de Rúbies, sobre Vilanova de Meià

La cabra catalana és una antiga raça de cabres pròpia de Catalunya, sobretot de les comarques pirinenques, que ja és documentada amb aquest nom al segle xiv. La competència que exerciren altres races va provocar que aquesta quasi s'extingís cap a mitjan segle xx, probablement quedant-ne les últimes cap a la zona de la Vall d'Aran; es va declarar extinta l'any 2005. En el 2011 però, l'associació Slow Food Terres de Lleida va iniciar un procés de recuperació d'aquesta raça gràcies a un petit ramat localitzat a Sant Salvador de Toló, Pallars Jussà.
En aquest sentit la cabra catalana fou una raça amb una àrea de distribució molt extensa que anava des de la Vall d'Aran fins al Montsec, un ampli territori connectat per una important xarxa de camins ramaders. Aquesta raça fou estudiada pel veterinari català Pere Màrtir Rossell i Vilar juntament amb altres races catalanes. Malauradament la seva antiga zona de distribució es va anar reduint progressivament, tot i això als anys 1970 encara restava una important població d'aquesta raça reclosa al Montsec. Durant els anys 1990 va desaparèixer del Montsec d'Ares i del Montsec de l'Estall. L'any 2005 fou detectada l'existència d'una petita població al Montsec de Rúbies que s'havia mantingut inalterada fins aleshores. Consumeix amb predilecció la vegetació seca de muntanya, i així podria tornar a desenvolupar-se com una aliada natural en la lluita contra els focs de bosc.
Per a reintroduir-la, s'ha dissenyat un pla de dos anys finançat amb el 50% pel Ministeri de Medi ambient, i amb la resta que l'associació Slow Food recaptarà amb una campanya en el marc del projecte anomenat Cultures Trobades. L'abril de 2012 va aconseguir reproduir el primer ramat de cabres catalanes. Als principis de 2013 la població ja atenyé els 60 exemplars, gràcies a l'apadrinament. A l'estiu de 2020 ja s'havia arribat a un ramat de gairebé 200 exemplars pasturant per la Noguera, el Pallars, el Solsonès i el Bages.
També rep el nom de cabra catalana una població de cabres autòctones a la Catalunya Nord